# Next Generation Launch Vehicle
Le NGLV Soorya (acronyme de Next-Gen Launch Vehicle, en français : Lanceur de nouvelle génération) est un lanceur spatial lourd dont le développement a été annoncé par l'agence spatiale indienne (ISRO) fin 2023. Ce lanceur partiellement réutilisable (1er étage) devrait succéder au lanceur moyen LMV3 actuel en doublant pratiquement la capacité de lancement qui passerait pour l'orbite basse de 10 à 17 tonnes dans la version non réutilisable. Le nouveau lanceur, qui devrait effectuer son premier vol vers 2035, doit permettre à l'Inde de développer son programme spatial habitable (station spatiale, programme lunaire).

## Historique
Le premier ministre de l'Inde, Modi, a donné en 2023 comme objectif à l'agence spatiale indienne (ISRO) l'envoi d'astronautes indiens à la surface de la Lune d'ici 2040. Mais à la date de cette annonce, l'Inde n'a aucune expérience en matière de vol spatial habité, les lanceurs dont elle dispose sont relativement peu puissants (maximum : 10 tonnes en orbite basse) et le pays n'a jusqu'à présent pas réussi à développer de moteurs-fusées à ergols liquides de forte poussée (composant indispensable). À ce titre, le programme lunaire indien s'apparente plus au programme Apollo, lancé alors que l'expérience des États-Unis était réduite, qu'au programme lunaire chinois qui repose sur des acquis solides (lanceur lourd et station spatiale opérationnels).
L'agence spatiale doit donc réaliser un programme ambitieux au cours de la décennie 2025-2035 : mettre au point le vaisseau spatial Gaganyaan, acquérir de l'expérience dans le domaine des missions spatiales habitées (manœuvres d'amarrage, séjour de longue durée), développer et mettre en œuvre la station spatiale Bharatiya Antariksha Station et mettre au point un lanceur spatial lourd capable de placer en orbite les différents éléments de ce programme.
L'agence spatiale a dévoilé en décembre 2023 les caractéristiques du futur lanceur lourd qu'elle compte développer pour répondre aux objectifs lunaires. Avec une capacité de 16,9 tonnes en orbite, il s'agit d'une fusée relativement peu puissante mais qui doit permettre à l'Inde d'acquérir à la fois la maîtrise de la technologie des lanceurs réutilisables et des moteurs à ergols liquides à forte poussée (le seul moteur indien de ce type est le Vikas, copie du moteur Viking développée pour la fusée européenne Ariane 1). Pour satisfaire ce dernier objectif, l'agence spatiale indienne développe le moteur propulsant les deux premiers étages de la fusée en s'appuyant sur les technologies utilisées sur son moteur cryogénique (hydrogène/oxygène) CE-20 de 20 tonnes de poussée qui propulse le troisième étage de son lanceur LMV3.
Le lanceur NGLV doit servir de base à un lanceur beaucoup plus puissant capable de répondre aux objectifs d'une mission lunaire qui serait réalisé soit en juxtaposant trois premiers étages (comme la Falcon Heavy) soit dans une version monobloc.
La capacité du lanceur est portée à 23 tonnes en orbite basse en 2024. Une famille de lanceurs est annoncée en 2024, reprenant le premier étage de base, flanqué de propulseurs d'appoint, ou en juxtaposant trois premiers étages pour une capacité maximale de 50 tonnes en orbite basse.

## Caractéristiques techniques (configuration décembre 2023)
Le lanceur NGLV a une masse au décollage de 700 tonnes et une hauteur comprise entre 88 et 92 mètres pour un diamètre de 4,8 mètres. Le lanceur comporte trois étages utilisant dans sa version de base une propulsion méthane/oxygène. Le premier étage est réutilisable et revient se poser à la verticale soit à la base de lancement d'où il a décollé soit sur une barge située en mer, au large (plus performant). Le lanceur peut placer en orbite basse 16,9 tonnes dans sa version non réutilisable, 7,7 tonnes lorsque le premier étage revient se poser à son point de départ et 9,9 tonnes s'il se pose sur une barge en mer. Il peut placer 8,9 tonnes en orbite géosynchrone dans sa version non réutilisable et 5,2 tonnes dans sa version réutilisable. Le premier étage est propulsé par 9 moteurs de 100 tonnes de poussée unitaire dans une configuration similaire à celle de la fusée Falcon 9 (un moteur central et 8 moteurs répartis sur la circonférence). Il emporte 445 tonnes d'ergols liquides. Il dispose d'un train d'atterrissage également semblable à celui du lanceur Falcon 9. Le deuxième étage, qui est propulsé par deux moteurs, emporte 120 tonnes d'ergols. Le troisième étage existe dans deux versions : une pour les lancements vers l'orbite basse qui emporte 50 tonnes d'ergols et une autre à destination de l'orbite géosynchrone qui emporte 32 tonnes et utilise un moteur brûlant de l'hydrogène à la place du méthane. Dans cette deuxième version, le troisième étage est plus long de 4 mètres.